# Earl Averill
Howard Earl Averill (* 21. Mai 1902 in Snohomish, Washington; † 16. August 1983 in Everett, Washington) war ein US-amerikanischer Baseballspieler in der Major League Baseball (MLB). Seine Spitznamen waren Rock und Earl of Snohomish.

## Biografie
Earl Averill wuchs im US-Bundesstaat Washington auf und spielte dort bis ins Jahr 1926 in verschiedenen halbprofessionellen Baseballligen. In diesem Jahr unterzeichnete er einen Vertrag in der Pacific Coast League beim Team aus San Francisco. Wegen seiner guten Leistungen wurde er 1929 von den Cleveland Indians verpflichtet. Am 16. April 1929 gab Averill sein Debüt im Spiel gegen die Detroit Tigers, welches die Indians mit 5:4 gewannen. In seiner ersten Schlagchance überhaupt gelang Averill gleich ein Home Run; damit war er der erste Spieler in der American League, dem dies gelang. Am 17. September 1930 stellte Averill mit vier Home Runs in einem Doubleheader und 11 RBIs neue Rekorde für die American League auf.
In seinen über zehn Jahren bei den Cleveland Indians wurde Averill von 1933 bis 1938 sechsmal in das All-Star-Team der AL berufen. In den Kategorien Total Bases, RBI, Runs und Triples führt er heute noch die Bestenliste der Indians an. Am 10. Juni 1939 wechselte Averill zu den Detroit Tigers, seine Karriere beendete er bei den Boston Braves 1940.
Im Jahre 1975 wurde Earl Averill in die Baseball Hall of Fame aufgenommen. Seine Nummer 3 wird als eine von nur sechs Trikotnummern bei den Cleveland Indians nicht mehr vergeben.